# 山内研二
山内 研二（やまうち けんじ、1949年6月30日 - ）は、宮崎県出身の元騎手・元調教師。

## 経歴
大阪工業大学短期大学部卒業後の1970年に騎手候補生となった異色の経歴を持ち、太宰義人らと共に珍しい大卒騎手であった。
短期騎手講習課程の1972年度第3期生として講習を受け、1974年に東京・松山吉三郎厩舎からデビュー。騎手免許を取得した時点で既に24歳であり、見習騎手の期間は同年12月22日までの僅かな期間であった。3月10日の中山第9競走5歳以上700万下・メジロマツカゼ（10頭中5着）で初騎乗を果たし、6月23日の中山第2競走4歳未勝利・サンロイヤルで初勝利を挙げる。1年目の同年は3勝をマークし、2年目の1975年6月5日付で栗東・田中良平厩舎に移籍。3月29日の中山第4競走障害5歳以上300万下・アオヤマオーザで移籍前最後の勝利を挙げ、同馬では6月1日の東京障害特別（春）で重賞初騎乗を果たすが、競走を中止している。7月20日の札幌第1競走3歳未勝利・オカトラで移籍後初勝利を挙げ、同年は6勝をマーク。1978年には小倉記念・シヨウフウグリーンで自身唯一の重賞制覇を挙げるが、同馬とは河内洋から乗り替わった夏の小倉で3連勝し、夏の上がり馬として挑んだ菊花賞では人馬共にGI級初出走も19着に敗れる。同年はショウフウグリーンの3連勝を含む5勝を夏の小倉で挙げ、初の2桁となる10勝をマーク。1979年は後に中京巧者として名を馳せるマリージョーイでデビュー2連勝するが、3戦目からは福永洋一に乗り替わり、4戦目の毎日杯で悲運の落馬という結果になっている。その後は再び山内に乗り替わるが、クラシックは桜花賞14着、優駿牝馬24着と全く見せ場を作れなかった。夏は北海道シリーズで札幌5勝・函館1勝の計6勝を稼ぐなど、2年連続2桁となる11勝をマーク。1980年には3年連続で自身最後の2桁、前年と同じ11勝を挙げるが、1981年は0勝に終わる。1982年は春の新潟3勝を含む5勝と盛り返すが、1983年は3勝、フリーとなった1984年は2勝と数字を下げる。白井寿昭厩舎所属となった1985年は11月30日の中京で第1競走アラブ3歳オープン・リリィクイーン、第7競走4歳以上400万下・ヒカリツイッグで1日2勝を挙げ、12月14日の中京第12競走4歳以上400万下・リゴレット（16頭中13着）が最終騎乗となった。1987年引退。
引退後は1987年に調教師免許を取得したが、開業が遅れ、1989年にようやく開業する。同年3月4日の阪神第4競走4歳新馬・ラガージャッカル（9頭中8着）で初出走を果たし、5月6日の新潟第6競走4歳未勝利・マサミエイト（29頭目）で初勝利を挙げた。2年目の1990年に東京障害特別（秋）・シンクロトロンで重賞初制覇を果たし、同年には優秀調教師賞も受賞した。その後もコンスタントに勝利数を積み重ねていき、ダンツシアトルで1995年の宝塚記念を制覇し、調教師としてGI初制覇を果たす。1996年にはイシノサンデーで皐月賞も制し、この頃から牡牝共にクラシック路線での活躍馬を多数送り出すようになるが、早い段階での活躍馬が多いのは2歳時の夏に積極的に管理馬を出走させるためである。2000年には同世代の勝ち上がり第1号でもあったチアズグレイスが桜花賞を制し、山内の手腕が存分に発揮された。この桜花賞は同じく管理していたシルクプリマドンナが3着、サニーサイドアップが5着に入り管理馬が掲示板5頭中3頭を占め、続く優駿牝馬で今度はシルクプリマドンナが勝利し、さらに2着に桜花賞馬チアズグレイスが入り、1、2着を管理馬で占めた。2002年にはダンツフレームで宝塚記念を制覇すると、6月15日から8月11日まで当時JRAの新記録となる9週連続勝利を達成し、優秀厩舎スタッフ賞でも自厩舎スタッフが1位になった。2006年にはコンゴウリキシオーで金鯱賞を制し、史上2人目となるJRA全10場重賞勝利を達成し、その後もクラシック路線を中心に多数の活躍馬を送り出している。手腕は前述の通りで、2006年までに10回優秀調教師賞を受賞。2016年はアポロケンタッキーで東京大賞典を制覇し、GI制覇は2004年のダービーグランプリ以来12年振りでもあった。
2020年3月3日をもって調教師を定年となり引退した。

## 特徴
- ピンク色のメンコを所属馬に被せていた。このメンコには土佐山内家の家紋（三つ柏）が緑色で描かれており、目立つ色なので、レース中など遠目からでも見分けられるメリットがあった。管理馬はメンコを被って出走するケースが殆どだったが、流星が目立つ馬や特徴的な馬（ダンツシアトル、シルクボンバイエ等）には被せないことも稀にあった[5]。

## 騎手成績
| 通算成績 | 1着 | 2着 | 3着 | 騎乗数 | 勝率 | 連対率 |
| -------- | --- | --- | --- | ------ | ---- | ------ |
| 平地     | 60  | 63  | 70  | 952    | .063 | .129   |
| 障害     | 1   | 1   | 2   | 18     | .056 | .111   |
| 計       | 61  | 64  | 72  | 970    | .063 | .129   |

|            | 日付           | 競馬場・開催 | 競走名             | 馬名               | 頭数   | 人気 | 着順 |
| ---------- | -------------- | ------------ | ------------------ | ------------------ | ------ | ---- | ---- |
| 初騎乗     | 1974年3月10日  | 1回中山6日9R | 5歳以上700万下     | メジロマツカゼ     | 10頭   | 7    | 5着  |
| 初勝利     | 1974年6月23日  | 3回中山3日2R | 4歳未勝利          | サンロイヤル       | 10頭中 | 2    | 1着  |
| 重賞初騎乗 | 1975年6月1日   | 4回東京6日8R | 東京障害特別（春） | アオヤマオーザ     | 8頭    | 7    | 中止 |
| 重賞初勝利 | 1978年8月27日  | 3回小倉6日8R | 小倉記念           | ショウフウグリーン | 8頭    | 6    | 1着  |
| GI級初騎乗 | 1978年11月12日 | 5回京都4日9R | 菊花賞             | ショウフウグリーン | 20頭   | 16   | 19着 |

### おもな騎乗馬
- ショウフウグリーン（1978年小倉記念）
- マリージョーイ

## 調教師成績
|            | 日付           | 競馬場・開催  | 競走名                 | 馬名             | 頭数 | 人気 | 着順 |
| ---------- | -------------- | ------------- | ---------------------- | ---------------- | ---- | ---- | ---- |
| 初出走     | 1989年3月4日   | 1回阪神3日4R  | 3歳新馬                | ラガージャッカル | 9頭  | 9    | 8着  |
| 初勝利     | 1989年5月6日   | 1回新潟7日6R  | 3歳未勝利              | マサミエイト     | 13頭 | 4    | 1着  |
| 重賞初出走 | 1989年12月10日 | 5回阪神4日10R | ラジオたんぱ杯3歳牝馬S | カシワズパレス   | 11頭 | 10   | 7着  |
| 重賞初勝利 | 1990年10月13日 | 4回東京3日10R | 東京障害特別（秋）     | シンクロトロン   | 7頭  | 7    | 1着  |
| GI初出走   | 1990年4月29日  | 2回京都4日10R | 天皇賞（春）           | ショウリテンユウ | 16頭 | 10   | 7着  |
| GI初勝利   | 1995年6月4日   | 1回京都8日10R | 宝塚記念               | ダンツシアトル   | 17頭 | 2    | 1着  |

### おもな管理馬
- ダンツシアトル（1995年宝塚記念）
- イシノサンデー（1996年皐月賞、ダービーグランプリ）
- チアズグレイス（2000年桜花賞）
- シルクプリマドンナ（2000年優駿牝馬）
- アローキャリー（2002年桜花賞）
- ダンツフレーム（2002年宝塚記念）
- パーソナルラッシュ（2004年ダービーグランプリ）
- ダンツキッチョウ（2005年青葉賞）
- ディープサマー（2005年クリスタルカップ）
- ストークアンドレイ（2012年函館2歳ステークス）
- アポロケンタッキー（2016年東京大賞典）[6]
- ビスカリア（2019年TCK女王盃）

## おもな厩舎所属者
※太字は門下生。括弧内は厩舎所属期間と所属中の職分。
- 古小路重男（1989年-1994年 騎手）
- 松田国英（1993年-1995年 調教助手）
- 上籠勝仁（1999年-2002年 騎手、2002年-現在 調教助手）
- 田中克典（2006年-2008年 騎手）
- 武英智（2006年-2009年 騎手）
- 榊原洋一（1989年-2020年 厩務員）[7][8]